# 風は西から
「風は西から」（かぜはにしから）は、2013年9月11日発売の奥田民生の25枚目のシングル。

## 解説
- 前作「拳を天につき上げろ」以来1年8ヶ月ぶりのシングル。奥田の地元、広島県に拠点を置くマツダの企業CMソングとして書き下ろされた。カップリングにはサッポロ生ビール黒ラベル「大人エレベーターの会」での斉藤和義との弾き語りライブ音源を収録。

- 初回限定盤はマルチトラックデータを収録したCD-ROM、PVとレコーディングドキュメンタリーを収録したDVD付き。

- 2025年には｢新社会人Welcome Song｣と題し、本楽曲を出演者がカバーしたものがオロナミンCドリンクのWebムービーに使用されている。[1]

## 収録曲
1. 風は西から (3:37)
  - 作詞・作曲：奥田民生

マツダ「Be a driver.」企業CM曲。
2. And I Love Car (Live) 奥田民生×斉藤和義 (1:45)
  - 作詞・作曲：奥田民生
3. 歌うたいのバラッド (Live) 奥田民生×斉藤和義 (6:26)
  - 作詞・作曲：斉藤和義
4. 風は西から (Instrumental)  (3:37)

### DISC2 CD-ROM
1. Drums Track
2. Bass Track
3. Guitars Track
4. Tambourine Track
5. Maracas Track
6. Vocals Track

### DISC3 DVD
1. 風は西から Music Clip
2. 風は西から レコーディングドキュメント

## 参加ミュージシャン
- 奥田民生 - 全演奏
- 斉藤和義 - アコースティック・ギター（#2・#3）